# Ranina ranina
Ranina ranina (лат.) — вид десятиногих крабов рода Ranina из семейства Raninidae (Brachyura). Употребляется в пищу.

## Распространение
Тропические и субтропические воды Индийского и Тихого океанов: Австралия, Океания, Юго-Восточная Азия.
Также обнаружены у восточных берегов Африки.

## Описание
Мелкие крабы, длина тела около 15 см, масса тела до 900 г. Основная окраска тела красновато-коричневая. Карапакс более широкий в своей передней части, с десятком белых отметин. Ranina ranina ведёт ночной и сумеречный образ жизни, днём закапываются в песок. Ranina ranina легко отличается от других крабов своим внешним видом.
Ranina ranina обитает на глубинах от 10 до 100 м на ровных песчаных субстратах, в которых они закапываются и охотятся на мелкую донную рыбу. В ожидании добычи, Ranina ranina покрывает себя песком, но оставляет свои глаза и рот торчащими наружу, чтобы легче обнаружить пищу.

## Краболовство
Вид коммерчески используется для применения в качестве пищи на большей части своего ареала. Наибольший вылов этого краба наблюдается в Австралии, где ежегодно вылавливают до 3592 т крабов этого вида.
В Квинсленде разрешено вылавливать только взрослых особей с шириной карапакса более 100 мм. На Филиппинах в 2008 году цена крабов Ranina ranina находилась на уровне 200–300 филиппинских песо за килограмм. Чтобы избежать перевылова было проведено специальное исследование  популяций Ranina ranina, которое показало, что они находятся в стабильном состоянии.
Хотя краб Ranina ranina и является целью коммерческих промысловых операций, до сих пор, мало что известно о его биологии, динамике численности популяций и экологии вида. Предпринимались попытки вырастить Ranina ranina в неволе, но до сих пор они не увенчались большим успехом.

## Таксономия
Вид был впервые описан в 1758 году шведским натуралистом Карлом Линнеем. Включён в состав рода Ranina, в котором он единственный современный вид и более десятка ископаемых таксонов.